# Прилуцкий, Пётр Михайлович
Пётр Михайлович Прилуцкий (23.07.1910, Ружин — 05.10.1987) — командир минометного отделения 1336-го стрелкового полка, старший сержант — на момент представления к награждению орденом Славы 1-й степени.

## Биография
Родился 23 июля 1910 года в селе Ружино Ружинского района Житомирской области Украины. Украинец. Окончил начальную школу. В 1934 году после службы в армии переехал в город Пермь с родным братом Григорием. Работал мастером-гальваником на заводе имени Ф. Э. Дзержинского. Член ВКП/КПСС с 1940 года.
В декабре 1941 года добровольцем Петр и Григорий ушли на фронт. Участвовал в боях под Москвой. Воевал на Западном, 1-м и 2-м Прибалтийском, 3-м Белорусском фронтах. Воевал в пехоте, затем минометчиком. А родной брат Григорий Прилуцкий погиб на фронте 9 сентября 1943 года, в возрасте 28 лет. Захоронен в Волгоградской области.
18 января 1944 года у населенного пункта Микитино командир отделения 1336-го стрелкового полка старший сержант Прилуцкий поднял бойцов в атаку, в схватке с противником уничтожил 5 противников.
Приказом от 25 января 1944 года старший сержант Прилуцкий Пётр Михайлович награждён орденом Славы 3-й степени.
24 января 1945 года в бою за город Лабиау командир минометного расчета стрелкового батальона того же полка старший сержант Прилуцкий минометным огнём подавил 3 пулеметные точки врага. Затем при отражении контратаки истребил несколько противников.
Приказом от 18 февраля 1945 года старший сержант Прилуцкий Пётр Михайлович награждён орденом Славы 2-й степени.
9 апреля 1945 года в бою за город Кенигсберг минометное отделение во главе с Прилуцким в составе того же полка нанесло противнику значительный урон в живой силе и боевой технике: было уничтожено свыше отделения пехоты, подбито 4 бронетранспортера, выведено из строя 3 противотанковых орудия.
Указом Президиума Верховного Совета СССР от 29 июня 1945 года за исключительное мужество, отвагу и бесстрашие проявленные в боях с вражескими захватчиками старший сержант Прилуцкий Пётр Михайлович награждён орденом Славы 1-й степени. Стал полным кавалером ордена Славы.
В марте 1946 года был демобилизован. Вернулся в город Пермь. Работал на том же заводе имени Ф. Э. Дзержинского мастером. Скончался 5 октября 1987 года.
Награждён орденом Отечественной войны 1-й степени, двумя орденами Красной Звезды, Славы 3-х степеней, медалями.